# Tetralonia vicina
Tetralonia vicina är en biart som beskrevs av Morawitz 1876. Tetralonia vicina ingår i släktet Tetralonia och familjen långtungebin. Inga underarter finns listade i Catalogue of Life.